# Britten Sinfonia
La Britten Sinfonia è un'orchestra da camera con sede a Cambridge, Regno Unito. È stata creata nel 1992, su iniziativa di Eastern Arts e di una serie di figure chiave tra cui Nicholas Cleobury, che riconobbe la necessità di un'orchestra nell'Est dell'Inghilterra. È un ensemble flessibile composto da musicisti da camera in Europa. I musicisti sono freelance che vengono impiegati progetto per progetto ed il gruppo esegue circa 70 concerti all'anno e lavora con centinaia di persone nelle comunità in cui risiede l'orchestra.
L'orchestra prende il nome dal compositore Benjamin Britten, che visse nell'Est dell'Inghilterra. È un'organizzazione senza scopo di lucro e un ente di beneficenza registrato.

## Storia
L'orchestra non ha un direttore principale ma lavora con una serie di artisti internazionali ospiti provenienti da tutto il panorama musicale, a seconda di ogni progetto.
Le stagioni recenti hanno incluso progetti con Brad Mehldau, Thomas Adès, Pierre-Laurent Aimard, James MacMillan, Ian Bostridge, Joanna MacGregor, Masaaki Suzuki, Polyphony, i direttori Katie Mitchell, Imogen Cooper, Dhafer Youssef, These New Puritans, Jaga Jazzist e Rufus Wainwright. Nel 2013-14 la Britten Sinfonia ha collaborato con artisti come Paul Lewis, Ian Bostridge, Netia Jones, Mark Padmore, Pekka Kuusisto, Iestyn Davies, Patricia Kopatchinskaja e la Richard Alston Dance Company con premiere di compositori comprendenti Sally Beamish, Roderick Williams, Mark Simpson, Brett Dean e Philip Cashian.
La Britten Sinfonia si esibisce in sale da concerto in Europa e nei festival ed è un appuntamento fisso ai BBC Proms e ha residenze a Cambridge, Norwich e Brighton con una serie di concerti al Barbican Centre e alla Wigmore Hall di Londra. Il gruppo gode di un profilo internazionale, un momento clou recente è stato una tournée in America meridionale ed è spesso ascoltata su disco, alla BBC Radio 3 e sulle radio commerciale. L'orchestra ha ricevuto premi tra cui un Gramophone Award e nel 2007 ha vinto il prestigioso Royal Philharmonic Society Ensemble Award in riconoscimento per il suo lavoro.
Nell'agosto 2020 Meurig Bowen ha assunto la carica di amministratore delegato e direttore artistico. Bowen è stato in precedenza responsabile della pianificazione artistica presso la BBC National Orchestra and Chorus of Wales e direttore del Cheltenham Music Festival.

## Apprendimento creativo
Il Dipartimento di Apprendimento creativo (Creative Learning Department) della Britten Sinfonia dà un aiuto educativo alla stagione di concerti tradizionali. Queste attività comprendono:
- Conferenze prima dei concerti
- La SinfoniaCast , un podcast con interviste ad artisti e compositori ospiti
- Progetti particolari per i giovani e le scuole
- Family Music Days e
- Formazione basata sulla musica per aziende e società.

Tutte queste attività sono guidate dai musicisti della Britten Sinfonia e dai compositori associati e dai capi dei  vari workshop. Per un pubblico di tutte le età e livelli di esperienza il programma di apprendimento creativo offre opportunità di incontrare, parlare e lavorare con artisti e compositori; scoprire di più sull'ampio repertorio del gruppo e sviluppare nuove conoscenze e abilità musicali.

## Recensioni e citazioni
- Sei pezzi su sette non vanno da nessuna parte: nessuno stile in questa baraonda jazz/classica - theartsdesk.com[3]
- ... un infuso di energia irresistibile ... convincente e avvincente - The Times[4]
- La Britten Sinfonia si è tranquillamente affermata come una delle orchestre da camera più flessibili del paese - Evening Standard[5]